# Лебиасинови
Лебиасиновите (Lebiasinidae) са семейство актиноптери от разред Харацидоподобни (Characiformes).
Таксонът е описан за пръв път от Тиъдър Гил през 1893 година.

## Родове
Подсемейство Lebiasininae
- Derhamia
- Lebiasina
- Piabucina

Подсемейство Pyrrhulininae
- Copeina
- Copella
- Nannostomus
- Pyrrhulina